# Cross Ange: Tenshi to Ryū no Rondo
Cross Ange: Tenshi to Ryū no Rondo (クロスアンジュ 天使と竜の輪舞 Kurosu Anju Tenshi to Ryū no Rondo?) es un anime del género mecha producido por el estudio japonés Sunrise y dirigido por Yoshiharu Ashino, comenzó su transmisión en Japón, en octubre de 2014. De igual manera es transmitida por el servicio streaming de Crunchyroll.

## Argumento
Tras obtener la humanidad el poder del “Mana”, la evolución de la tecnología de datos puede subyugar todas las guerras, el hambre, la polución y otros problemas de la Tierra siendo muy similar a la magia. La Tierra se ha convertido en una utopía de paz.
La primera princesa del Imperio Misurugi, Angelize, como todos los demás, no tiene ni quiere preocupaciones. La gente del imperio la quería mucho, y supuestamente era la heredera de la corona. Sin embargo, descubren la verdad sobre ella, que es una “Norma”. Los “Norma” son existencias irregulares que no pueden usar el Mana, y son tratados como herejes y “cosas”, más que como personas. Perdiéndolo todo y siendo aislada en una isla remota.
Lo que le estaba esperando allí es un grupo de chicas "Norma" como ella que no conocen otra cosa que el combate. Las chicas pasan los días montando armas robóticas humanoides conocidas como “Paramails” y dando caza a unos dragones gigantes que aparecen desde otra dimensión para invadir la Tierra. Ahora que ha perdido su nombre, ¿qué verá la soldado Ange al final de la batalla? ¿En qué puede creer? ¿Qué obtendrá? La historia de la fortaleza de esta chica da comienzo.

## Personajes
ARZENAL
Arzenal es una unidad militar creada por las gobernantes de la nueva tierra para combatir a los dragones, compuesta exclusivamente por Normas, todas las integrantes de arsenal son soldados desechables e incluso carne de cañón usadas para matar dragones hasta que mueran, pero en secreto Jill planeaba una rebelión llamado Libertas para derrotar a Embryo el principal titiritero de los mundos, después del ataque de julio y Embryo la mayor parte de las normas de Arzenal murieron, evacuaron con Jill o fueron capturadas por Embryo.
Naga (ナ ー ガ Nāga?)
Ella es miembro del séquito de Sala y es una espadachín. Un piloto de Ryu-Shing-Ki Soryugo, pero si hay gente que intenta hacer mal a Sala, Naga muestra abiertamente su hostilidad. Debido a su profundo amor, a veces pierde el control de sí misma.
Kaname (カ ナ メ Kaname?)
Ella es miembro del séquito de Sala y hace pleno uso de Naginata. Un piloto del Ryu-Shing-Ki Hekiryugo. Naga y Kaname han servido a Sala desde que eran jóvenes, y ellos son los amigos cercanos. Kaname es el funcionario de Sala, una persona discreta que tiene la capacidad de ver el panorama general.
Aura Midgardia (アウラ・ミドガルディア Aura Midogarudia?)
Ella es una princesa que es rara para una línea directa de la Aura, que tienen la historia más antigua de DRAGÓN. Joven como es, es elegida como la líder suprema, y el ardiente deseo de ella es tratar de recapturar Aura.
Dr. Gecko (ド ク タ ー ゲ ッ コ ー Dokutā Gekkō?)
El médico encargado entre los DRAGONES. En la verdadera Tierra, abre un plan que utiliza Tusk como una muestra de la educación sexual porque hay pocos hombres del tipo humano. Ella a veces actúa un poco desenfrenada y exagera las cosas pero todo el mundo reconoce su capacidad.p
Tusk (タスク Tasuku?)
Es el protagonista y El caballero del Vilkis y se proclama que es el caballero de Ange. Siempre acaba tropezando con cualquier cosa y cayendo entre la entrepierna de Ange. Sus padres son jinetes del Para-mail que son asesinados en combate con Jill y "Villkiss" años antes de los acontecimientos de la serie así lo reconoce inmediatamente cuando él encontró a Ange en la playa. También está bien informado sobre la reparación de Para-mails después de estudiar las diversas piezas de Pará-mail que llegan en la isla en la que vive. A pesar de muchos momentos incómodos con Ange, él ha salvado su vida dos veces y finalmente se enamora de ella e incluso le pide que deje la isla con él a pesar de que se niega. Es la reunión de Ange y el tiempo pasado con él que la ayuda a cambiar su actitud hacia los otros en Arzenal.
Después de salir de la isla él mantiene en contacto con Arzenal a través de Jasmine que demanda que él continuará el reconocimiento del imperio de Misurugi mientras que busca para sus camaradas. Más tarde se infiltra en el Imperio de Misurugi y salva a Ange cuando está a punto de ser condenada a muerte por Julio y se llama a sí mismo Caballero de los Villkiss. Más tarde, él, Ange y Vivian son transportados a una Tierra alternativa que ha sido destruida por la guerra y la humanidad ha sido destruida.
Ange / Angelise Ikaruga Misurugi (アンジュ / アンジュリーゼ・斑鳩・ミスルギ Anju?, Anjurīze Ikaruga Misurugi)
Es la protagonista y la anteriormente amada princesa Angelize Ikaruga Misurugi. Una vez descubierto que es una Norma, cambia su nombre a Ange y se convierte en una soldado que lucha contra los dragones. Como fue criada como una princesa, es muy orgullosa y muy cabezota. En la base tienden a entablar discusiones con el resto debido a que no aceptaba el ser una norma y como la educaron a odiar a las normas veía a las demás normas como insectos o cosas, pero después de conocer a tusk empieza a cambiar volviéndose más abierta y sociable.
Ange vivió toda su vida engañada creyendo que era capaz de usar mana y sería la próxima heredera al trono, cuando en realidad era una norma solo que sus padres lo mantuvieron en secreto, al principio era como todos en la nueva tierra creyendo que las normas no eran personas y que debían ser eliminadas solo para descubrir que ella era una norma y ser exiliada a arzenal irónicamente el sistema que ella misma apoyaba, todos los que alguna vez fueron sus amigos la abandonaron e incluso su propia hermana la traicionó dándose cuenta de que la utopía en que creía vivir era una mentira y que su pueblo amable y gentil en el exterior no son más que personas egoístas, vanos y corruptos. Todo esto la hizo aceptar la realidad de tener que luchar para sobrevivir y empezar a descubrir muchos secretos de su país y todo el mundo en nueva tierra para destruir al tirano que controla al mundo desde las sombras.
Salia Tereshkova (サリア・テレシコワ Saria Tereshikowa?)
Líder de la primera compañía de Paramails y una persona muy seria. Aunque es una soldado de élite, sólo entra en acción tal y como le habían enseñado, lo que le suele causar problemas cuando ha de reaccionar ante situaciones imprevistas. Tiene una afición secreta. Salia admira mucho a Jill, que se llamaba Alektra en el pasado, desde que era una niña. Al ver a Alektra seriamente herido regresar en derrota durante una rebelión, la joven Salia promete vengarse. Jill inicialmente promete darle el "Villkiss" hasta la llegada de Ange, y Salia se desmaya. A pesar de las objeciones de Jill, ella pilotea el Villkiss y después de darse cuenta de que Ange está destinado a pilotar el Villkiss, está detenido por insubordinación.
Actualmente es la cabeza de los Caballeros Diamond Rose de Embrión. Cuando fue derrotada por última vez por Ange, renunció a pensar que Ange y Jill la echaron, pero Embryo la rescató y le mostró una nueva vida. Ella estaba enamorada de Embryo, pero sin embargo oyendo sus conversaciones con Ange con sus planes y deseo de casarse con Ange, ella comienza a dudar de él, especialmente cuando Ange se escapa.
Hilda / Hildegard Schlievogt (ヒルダ / ヒルデガルト・シュリーフォークト Hiruda / Hirudegaruto Shurīfōkuto?)
Soldado de la primera compañía de Paramails y la favorita de la capitán Zora. Podría incluso ser la más fuerte o la segunda más fuerte de la compañía. Es una persona ambiciosa y cínica, y no le gusta la novata y fuerte Ange, a la que considera su enemiga.
Años antes de los acontecimientos de la serie, se resiente de estar en Arzenal y que siempre desea escapar de la isla para poder ver a su madre otra vez que vive en la Unión Enderant. Una oportunidad surgió durante el "Festa Festival", donde ayuda a la fuga de Ange secuestrando el transporte de Misty. Aunque Ange tiene la intención de dejarla atrás como venganza por sus acciones, ella tiene un cambio de corazón después de aprender su razón para ayudarla a escapar. Al regresar a casa, se da cuenta de que su madre casi se había olvidado de ella y tiene una nueva hija que también se llama Hilda como el recuerdo de su hija mayor la ha devastado. Hilda se va a petición de su madre y cuando ella y Ange regresan a Arzenal, deciden jurar destruir el retorcido mundo en que viven. Finalmente, ella reemplaza a Salia como comandante de la Primera Unidad. Más tarde se revela que está enamorada de Ange. 
Vivian (ヴィヴィアン Vivian?)
Soldado de la primera compañía de Paramails. Es el as del equipo durante la batalla debido a sus feroces técnicas, pero en realidad es una chica muy alegre. Aunque propone retos ridículos a la gente, suele considerar a todos sus amigos. Su afición son los enigmas. Se revela que ella es un DRAGÓN y las piruletas la mantienen en forma humana, de ahí por qué, por instinto, disfruta de la canción de Ange. Más tarde, Vivan (en su forma de DRAGÓN), Ange, y Tusk son enviados a una Tierra alternativa que ha sido destruida por la guerra y la humanidad ha sido borrada.
Rosalie (ロザリー Rozarī?)
Una soldado ligero de la primera compañía de Paramails. No tiene muchas habilidades, pero ha sobrevivido acercándose siempre a los más fuertes. Tampoco le gusta Ange, ya que se acerca a pasos de gigante a igualar su registro de combates. Al enterarse de que Hilda simplemente la utilizaba, Chris y Zola como medio para alcanzar sus metas, Rosalie se vuelve cada vez más resentida hacia ella durante su abandono. Más tarde se reparan cuando Julio y su ejército invaden Arzenal. Ella tiene sentimientos por Chris y quiere rescatarla de Embryo.
Ersha (エルシャ Erusha?)
Soldado pesado de la primera compañía de Paramails. Se le da mejor cocinar que luchar, y los niños la quieren mucho. Es como una figura materna para la compañía. Sin embargo, da más miedo que nadie cuando está enfadada. Ella, junto con Vivian, son los únicos en la unidad de Ange que realmente se preocupa por ella aún más después de que la actitud de Ange empieza a cambiar. Ella también pasa a ser un chef que a veces sería asignado a cocinar para todo el personal.
También es miembro de los Caballeros Diamond Rose de Embryo como un reembolso por salvar a los niños perdidos durante el ataque de Juilo a Arzenal. Ella es la Directora del Kindergarten que Embrión estableció para esos niños, pero después de ver su verdadera personalidad y lo oscuras que se volvieron sus compañeras decidió regresas con sus compañeras y luchar contra Embryo.
Chris (クリス Kurisu?)
Soldado pesado de la primera compañía de Paramails. Es una chica que sólo se abre con aquellos a los que conoce. Siempre vive en silencio y tranquila escondiéndose tras Hilda y Rosalie.  Al enterarse de que Hilda simplemente la utilizaba, Rosalie y Zola como medio para alcanzar sus metas, Chris se vuelve cada vez más resentida hacia ella. Más tarde se reparan cuando Julio y su ejército invaden Arzenal. Ella es fusilada durante la batalla y casi muere hasta que Embryo aparece y la cura usando Mana.
Otro de los Caballeros Diamond Rose Embryo. Después de sanarla, le dijeron que estaba abandonada (sin darse cuenta de que Hilda y Rosalie la buscaban después de que Ange atacó a la flota de Julio). Sintiéndose abandonada, acepta la oferta de compañerismo y amistad del Embryo y le da la espalda a Rosalie, que la ama.
Momoka Oginome (モモカ・荻野目 Momoka Oginome?)
Es la líder de las doncellas de la princesa imperial Angelize. No hay nada que le guste más que cuidar de su señora. Ella es la sirvienta superior de Ange que la había estado sirviendo desde niñez hasta el momento en que ella fue expuesta como Norma. Ella admira a Ange grandemente debido a la amabilidad y la compasión que este último le demostró cuando eran ambos niños. Ella usa mana no sólo para cumplir su deber como criada, sino también para protegerla del daño, ya que ella era consciente de que Ange es incapaz de usar mana y, al igual que Sophia, ella también lo mantuvo en secreto de Ange.
Su gran dedicación hacia Ange es tan grande que ella se escabullo en un barco de transporte a Arzenal para encontrarla, pero se descubre en la base, pero se le permitió quedarse por unos días por Jill. Ella se sorprende al saber lo mucho que la personalidad de Ange había cambiado durante su tiempo lejos el uno del otro. Ella intenta traer a Ange de nuevo a su vieja personalidad pero falla inconsciente del dolor, de las dificultades y del peligro que Ange aguantó antes de su llegada. Cuando estaba a punto de abandonar la base, Ange la "compra" con una cantidad muy grande de dinero que Jill acepta sabiendo que Momoka sería ejecutada por descubrir la existencia de Arzenal y los DRAGONES, ambos de los cuales son información altamente clasificada. Ella ahora vive con Ange en el cuarto de este último que continúa sus deberes como criada de Ange y confidente.
Pueblo Antiguo
Una facción de los humanos que escaparon a la nueva tierra sin embargo se opusieron a Embryo, con lo que los humanos del mana los consideraban como "terroristas" por lo que este empezó a cazarlos hasta destruirlos, unieron fuerzas con Jill para el proyecto Libertas aunque la rebelión fracaso todos murieron siendo Tusk el único sobreviviente, eran incapaces de usar mana debido a que eran conscientes de la verdad de la nueva tierra.

Pueblo de Aura
Son humanos que sobrevivieron a la destrucción del mundo pero a diferencia del resto de los humanos decidieron quedarse en su hogar para reconstruirlo implementado ingeniería genética para adaptarse al ambiente contaminado y poder purificar su tierra y ellos mismos. Años de constante evolución les dieron características reptilianas hasta que se convirtieron en DRAGON pero hubo varios efectos secundarios, uno es que la población masculina quedaron transformados en DRAGON casi permanentemente debido a que es muy difícil para ellos recuperar su forma humana (vuelven a su forma humana cuando mueren) la población femenina no tiene este problema pueden transformarse en DRAGON y humanos casi sin problemas pero conservan algunas características inhumanas como la cola, otro efecto fue que puede producir cristales dragnium una fuente de energía biológica que puede generar efectos casi comparables a la magia por lo que Embryo decidió secuestrar a Aura el primer dragón para aprovechar su poder, muy pocos conocen su existencia e incluso las normas generalmente no saben que en realidad los DRAGON también son humanos.
Salamandinay (サラマンディーネ Saramandīne?)
Es una sacerdotisa de la "Tierra verdadera". Después de que Ange, Tusk y Vivian fueron a la "Tierra verdadera" Ange y ella se conocen mejor y forma una amistad tras de jugar una serie de juegos. Es un personaje energético y de carácter amable. Ange la llama "Salako". Es capaz de controlar otros DRAGONES con la canción "El Ragna". Ella pilotea el Ryu-Shing-Ki Enryugo que es capaz de disparar un haz que desintegra cualquier cosa en su camino y casi destruyó a Arzenal.
Cuando Ange y Tusk son transportados a su mundo, ella los trata con calidez y revela la verdad a Ange sobre lo que sucedió a la verdadera Tierra y sobre Aura. Más tarde trata de convencer a Ange de que les ayude a localizar y liberar Aura, que en el proceso liberaría a Normas de toda la discriminación que habían sufrido durante años, lo cual coincide con los objetivos de Ange. Después de que lo que parece ser un punto singular inestable se abre y destruye parte de la ciudad, Ange y Salamandina trabajan juntos para detenerla y luego convertirse en amigos.
Aura (ア ウ ラ Aura?)
El DRAGON más grande y posiblemente la más poderosa de su pueblo, fue el primero en su especie y muchos años previos a la historia fue secuestrada por Embryo para aprovechar su energía para controlar la sociedad, ella ayuda a ange en la batalla final.
Mundo de Mana
Es el mundo en que las personas escaparon cuando la tierra fue destruida pero quedaron a merced de Embryo quien los controla desde las sombras, a la vista de todos su sociedad es utópica, eliminando el hambre, las guerras, conflictos pero en realidad, excepto por los gobernantes principales muchos de sus habitantes son ignorantes acerca de la verdadera naturaleza del mana y la falsa utopía en que viven debido a que Embryo por medio del mana los controla psicologicamente para cumplir sus propios objetivos, si dividen el múltiples gobiernos que son el Imperio Misurugi, Reino de Rosenblum, Enderant Union, Imperio de Galia, República Marmara, Dinastía Velda.
Embryo (エンブリヲ Enburiwo?)
Es el dios de la "nueva Tierra" lo único que el quiere es un mundo de paz, y para cumplir con su misión ha manipulado a mucha gente y secuestro a Aura, el primer dragón, usándolo como fuente de energía para crear mana, el vive desde la época antes de la destrucción de la tierra y uno de los poco que conoce la verdad del mundo. Después de que conoce a Ange, descubre que ella es especial, ya que no puede controlarla como al resto.
En un principio Embryo era un hombre amable y compasivo que quería terminar con las guerras y conflictos pero con el paso del tiempo empezó a ser cada vez más egoísta, manipulador y narcisista con un complejo de dios creyendo que debe destruir el mundo de mana para reconstruirlo gobernado exclusivamente por él. Él es miserable con la dirección que la raza humana ha tomado, pensándolos como juguetes y necesita a Ange, Aura, y el Villkiss para combinar su mundo con la tierra original. Puede controlar las mentes de todos los que usan Mana, y puede corromper a los que no manipulan sus inseguridades. Finalmente convence a Ersha y Salia de unirse a su equipo. Sin embargo, cuando Ersha y Ange se niegan a seguirlo, los dos se reagrupan con su escuadrón y comienzan su última batalla con sus fuerzas, durante la cual mata a Jill.
Julio Asuka Misurugi (ジュライ・飛鳥・ミスルギ Jurai Asuka Misurugi?)
El hijo mayor y único varón de la familia real Misurugi y el hermano mayor de Ange. Él es muy ambicioso y tiene hambre de poder mientras que él desea el trono de Misurugi para sí mismo que va tan lejos como para exponer la verdad sobre Ange que es una Norma al público durante la ceremonia de la venida de la edad de este último. Después de que su madre, la muerte de la emperatriz Sophia, su padre, el emperador July es ejecutado, y se reclama el nuevo emperador del imperio de Misurugi. Es despiadado como la noticia de la muerte súbita de su madre no parece afectarle, pero también parece mostrar afecto a su hermana menor Sylvia. Él exila Ange a Arzenal, pero Ange es tenaz de la vida. Después de usar a Momoka y Sylvia, y de propósito ofrece a Ange la oportunidad de huir de Arzenal, para atraer a Ange para que venga al Palacio Imperial, Julio pretende sentenciar a Ange a muerte para fortalecer su fundamento político, pero sus planes fueron frustrados por Ange y Tusk. En una cumbre de líderes gubernamentales, él es el primer hombre en estar de acuerdo con la opinión de Embryo, y ordena al escuadrón invadir Arzenal para capturar Ange. Envía soldados armados con rifles de asalto y lanzallamas y armas voladoras no tripuladas, y les manda borrar la Norma y arrestar al Mail-rider, sin embargo es asesinado por Embryo.
Sylvia Ikaruga Misurugi (シルヴィア・斑鳩・ミスルギ Shiruvia Ikaruga Misurugi?)
La hija más joven de la familia real Misurugi y la hermana menor de Ange. Ella es una parapléjica que perdió el uso de sus extremidades inferiores, que fue el resultado del accidente que sufrió cuando se cayó de un caballo mientras viajaba con Ange hace muchos años, Ange se culpa por ello y promete que va a protegerla, ella usa una silla flotante accionada por mana para moverse. El choque de aprender la verdad sobre su hermana la hace desmayarse. Se insinúa que ella fue la que ayudó a Momoka en la localización de Ange como ella más tarde trata de contactar en secreto con su mana preguntándole si ella ha encontrado Ange todavía, pero fue capturada y llevada antes de Ange podría hablar con ella. Esto se revela más adelante para ser un truco para atraer a Ange de nuevo a casa de modo que Sylvia pueda vengarse de su hermana culpándola de la muerte de sus padres y de su sufrimiento alegando que no es su hermana sino un monstruo. Finalmente, Ange revela que las heridas de Sylvia han sido sanadas y que ella no intentó caminar, obligando a su hermana a caminar una vez más y ser independiente. Después del final de la guerra, con su mundo privado de la Luz de Mana y desgarrado por el caos y la anarquía, lidera una escuadra de supervivientes a lo largo de las ruinas de Misurugi defendiendo a la gente de los merodeadores, a pesar de que Ange no la odia su relación de hermanas nunca podrá restaurarse.
Liza Randog / Lizardia Rīza Randoggu (リィザ・ランドッグ / リザーディア Rīza Randoggu / Rizādia?)
Guardaespaldas personal de Julio y su amante, que lo está manipulando para sus propios objetivos. Se revela que ella es también un DRAGÓN en forma humana, en realidad poseer alas y una cola. Ella fue enviada por los otros DRAGONES para averiguar el paradero del Primer DRAGÓN, Aura, quien fue capturado por Embrión, fue quien expuso la verdad de Ange a Julio desencadenando los eventos de la historia aun así Ange no la odia viendo que sus acciones más bien le hicieron un bien.

### Lista de episodios
| N.º | Título                                 | Fecha de emisión        |
| --- | -------------------------------------- | ----------------------- |
| 1   | «La princesa caída»                    | 4 de octubre de 2014    |
| 2   | «Espíritu inflexible»                  | 11 de octubre de 2014   |
| 3   | «Villkiss despierta»                   | 18 de octubre de 2014   |
| 4   | «La rebelión de una persona solitaria» | 25 de octubre de 2014   |
| 5   | «Ange, perdida»                        | 1 de noviembre de 2014  |
| 6   | «¡Momoka está aquí!»                   | 8 de noviembre de 2014  |
| 7   | «La depresión de Salia»                | 15 de noviembre de 2014 |
| 8   | «Escapada de bikinis»                  | 22 de noviembre de 2014 |
| 9   | «El hogar de la traición»              | 29 de noviembre de 2014 |
| 10  | «Despedida desde el patíbulo»          | 6 de diciembre de 2014  |
| 11  | «La canción del Dragón»                | 13 de diciembre de 2014 |
| 12  | «El pasado de su brazo derecho»        | 20 de diciembre de 2014 |
| 13  | «Arsenal envuelto en llamas»           | 3 de enero de 2015      |
| 14  | «Ange y Tusk»                          | 10 de enero de 2015     |
| 15  | «La otra Tierra»                       | 17 de enero de 2015     |
| 16  | «Campo de batalla resonante»           | 24 de enero de 2015     |
| 17  | «Ángel destructor negro»               | 31 de enero de 2015     |
| 18  | «El Mar de la Separación»              | 07 de febrero de 2015   |
| 19  | «Regulador de tiempo»                  | 15 de febrero de 2015   |
| 20  | «Lo que busca Dios»                    | 22 de febrero de 2015   |
| 21  | «Los que quedan»                       | 01 de marzo de 2015     |
| 22  | «Necesario»                            | 08 de marzo de 2015     |
| 23  | «El mundo de la distorsión»            | 15 de marzo de 2015     |
| 24  | «Batalla sin un Mañana»                | 22 de marzo de 2015     |
| 25  | «Más allá de las Eras»                 | 29 de marzo de 2015     |

## Repartos y doblajes

#### Voces
| Personaje                            | Seiyuu           | Actor de doblaje (Inglés) |
| ------------------------------------ | ---------------- | ------------------------- |
| Naga                                 | Nanako Mori      |                           |
| Kaname                               | Ikumi Hayama     |                           |
| Aura Midgardia                       | Kana Asumi       |                           |
| Dr. Gecko                            | Akeno Watanabe   | Allison Keith             |
| Tusk                                 | Mamoru Miyano    | Austin Tindle             |
| Ange / Angelise Ikaruga Misurugi     | Nana Mizuki      | Emily Neves               |
| Salia Tereshkova                     | Eri Kitamura     | Kira Vincent-Davis        |
| Hilda / Hildegard Schlievogt         | Yukari Tamura    | Carlie Mosier             |
| Vivian                               | Houko Kuwashima  | Brittney Karbowski        |
| Rosalie                              | Kaori Ishihara   | Margaret Lewis            |
| Ersha                                | Ami Koshimizu    | Christina Kelly           |
| Chris                                | Yui Ogura        | Caitlynn French           |
| Momoka Oginome                       | Sumire Uesaka    | Cynthia Martinez          |
| Salamandinay                         | Yui Horie        | Juliet Simmons            |
| Aura                                 | Kotono Mitsuishi |                           |
| Embryo                               | Toshihiko Seki   | Chris Patton              |
| Julio Asuka Misurugi                 | Kōsuke Toriumi   | Blake Shepard             |
| Sylvia Ikaruga Misurugi              | Nao Tōyama       | Cindy Lou Parker          |
| Liza Randog / Lizardia Rīza Randoggu | Yukana           | Katelyn Barr              |

## Banda sonora

### Tema de apertura
#1: "Kindan no Resistance (禁断のレジスタンス)" by Nana Mizuki (eps 1-12)
#2: "Shinjitsu no Mokushiroku (真実の黙示録)" by Yoko Takahashi (eps 13-25)

### Tema de cierre
#1: "Rinrei (凛麗)" by Eri Kitamura (eps 1-12)
#2: "Shuumatsu no Love Song (終末のラブソング)" by Nana Mizuki (eps 13-24)
#3: "Kindan no Resistance (禁断のレジスタンス)" by Nana Mizuki (ep 25)